# Deuten
Deuten ist ein Stadtteil von Dorsten im  nordrhein-westfälischen Kreis Recklinghausen.

## Lage
Deuten liegt im mittleren Westen von Dorsten. Der Ort grenzt im Norden an Rhade und an Lembeck, im Osten an Wulfen, im Süden an Hervest, im Südwesten an Holsterhausen – alle Stadtteile von Dorsten – und im Westen an Schermbeck. Durch den Ort verläuft die B 58. Der Haltepunkt/Bahnhof Deuten liegt an der Bahnstrecke Winterswijk–Gelsenkirchen-Bismarck.

## Baudenkmale
In der Liste der Baudenkmäler in Dorsten sind für Deuten fünf Baudenkmale aufgeführt:
- Brennerei, Weseler Straße 433
- katholische Pfarrkirche Herz Jesu, Kirchweg 11
- Kötterhaus, Deutener Weg 9
- Wienbecker Mühlenhof, Weseler Straße 78–82
- Wohnhaus und Tüshaus-Mühle, Weseler Straße 433

## Naturschutzgebiete
Westlich des Ortes erstreckt sich das etwa 683,0 ha große Naturschutzgebiet (NSG) Bachsystem des Wienbaches (RE-049) und nordwestlich das etwa 87,3 ha große NSG Witte Berge und Deutener Moore (RE-005).

## Wappen
| Wappen von Deuten | Blasonierung: „Auf grünem Grund geteilt durch einen schräglinken Wellenbalken im oberen Feld ein goldener (gelber) Mühlstein und unten drei goldene (gelbe) Getreidengarben.“                                                                         |
| Wappen von Deuten | Wappenbegründung: Der blaue Wellenbalken deutet die Lage des Ortes am Rhader Mühlenbach an. Das Grün und die Getreidegarben stehen für die Landwirtschaft und der Mühlstein für Tüshaus Mühle, die heute als technisches Kulturdenkmal gepflegt wird. |